# Route nationale 91 (Algérie)
Pour les articles homonymes, voir N93 et Route nationale 91.
La route nationale 91 (RN 91) est une route nationale algérienne reliant Tighennif dans la wilaya de Mascara à Rahouia dans la wilaya de Tiaret.

## Historique
Le CW11 qui traverse la wilaya de Mascara jusqu'à Djillali Ben Amar et le CW1 dans la wilaya de Tiaret jusqu'à Rahouia sont promus au rang de route nationale en 1980 sur une distance de 78 km pour devenir la RN91.
Un évitement nord d'Oued El Abtal est en construction en 2014.

## Paysages
La route débute à l'est de la plaine de Ghriss dans la région de Tighennif au croisement de la RN14 et traverse la vallée de Oued El Abtal  jusqu'à la plaine de Guertoufa au niveau de Rahouia.

## Parcours
- Croisement RN14 (km 0)
- Rond-point chemin communal direction Ouled Khamsa et Derraouiche (km 2)
- Rond-point entrée ouest de Tighennif (km 5)
- Rond-point CW12 vers Sidi Kada et Tighennif centre (km 6,7)
- Croisement chemin communal vers Ouled Beldjillali (km 7,8)
- Rond-point entrée est de Tighennif (km 8,7)
- Croisement CW66 vers Hachem (km 11,1)
- Croisement chemin communal vers Sehailia (km 17)
- Douar Sebaihia (km 18)
- Croisement chemin communal vers Sehailia (km 20,1)
- Croisement chemin communal vers Smailia (km 23,1)
- Croisement chemin communal vers Hachem (km 23,4)
- Croisement CW15 (km 24,5)
- Sidi Abdeldjebar (km 25,2)
- Ouled Aissa (km 28,3)
- Hassi Oudjerma (km 33)
- Croisement CW13 vers Relizane (km 34,4)
- Croisement CW35 vers Hachem (km 35,9)
- Évitement nord de Oued El Abtal (km 38,5)
- Pont sur l'Oued El Abtal (km 39,5)
- Croisement CW99 vers Ouled Bali (km 40)
- Traversée de Oued El Abtal (km 40) à (km 41,7)
- Évitement nord de Oued El Abtal (km 42,8)
- Pont sur l'Oued Mina (km 47,5)
- Croisement CW18 vers Ain Farah (km 50)
- Djillali Ben Amar (km 56,5)
- Croisement CW11 vers Bouroumane (km 57,1)
- Croisement chemin communal vers ? (km 70,8)
- Traversée de Rahouia (km 76,7) à (km 77,7)
- Croisement RN23 (km 79)